# Hepatosplenomegalie
Bei der Hepatosplenomegalie (HSM) handelt es sich um ein Symptom der gleichzeitigen Vergrößerung der Leber (Hepatomegalie) und Milz (Splenomegalie). Sie tritt bei hepatolienalen Krankheiten wie zum Beispiel Rechtsherzinsuffizienz oder Lebererkrankungen, aber auch bei Lymphomen und anderen Bluterkrankungen wie der Polycythaemia vera auf.
Bei Kindern, deren Mutter in der Schwangerschaft eine Primärinfektion mit dem Cytomegalievirus erfahren, kann neben schweren Organschäden auch eine Hepatosplenomegalie auftreten.